# Жеревполье
Жеревполье (укр. Жеревпілля) — село, входит в Иванковский район Киевской области Украины.
Население по переписи 2001 года составляло 384 человека. Почтовый индекс — 07252. Телефонный код — 4591. Занимает площадь 0,014 км². Код КОАТУУ — 3222084203.

## Местный совет
07241, Київська обл., Іванківський р-н, с. Розважів